# ماسک را بردار (ترانه فیوچر)
ماسک را بردار ترانه از خوانتده رپ ایالات متحده فیوچر است که از پنجمین آلبوم استودیویی او منتشر شده است.